# Stereophyllum confusum
Stereophyllum confusum är en bladmossart som beskrevs av Thériot 1916. Stereophyllum confusum ingår i släktet Stereophyllum och familjen Stereophyllaceae. Inga underarter finns listade i Catalogue of Life.